# 黒田一貫
黒田 一貫（くろだ かずつら、寛永20年（1643年） - 元禄11年10月15日（1698年11月17日））は、江戸時代前期の筑前福岡藩大老。三奈木黒田家3代当主。通称は三左衛門。
祖父は黒田一成、父は黒田一任（養子、久野重勝の孫）、正室は筑前秋月藩初代藩主・黒田長興の娘、勝子。子に一春、一利ら。長女・鶴子は野村祐春の妻となり、後の秋月藩主・黒田長貞の母となった。
寛文12年（1672年）には家督を継承した。元禄9年（1696年）には知行地の春日神社遷宮の大礼に際し、社殿を改築している。
福岡藩主、黒田忠之、光之、綱政の3代に仕えた。光之は幼少時、一貫の屋敷で過ごした。